# Intel i860

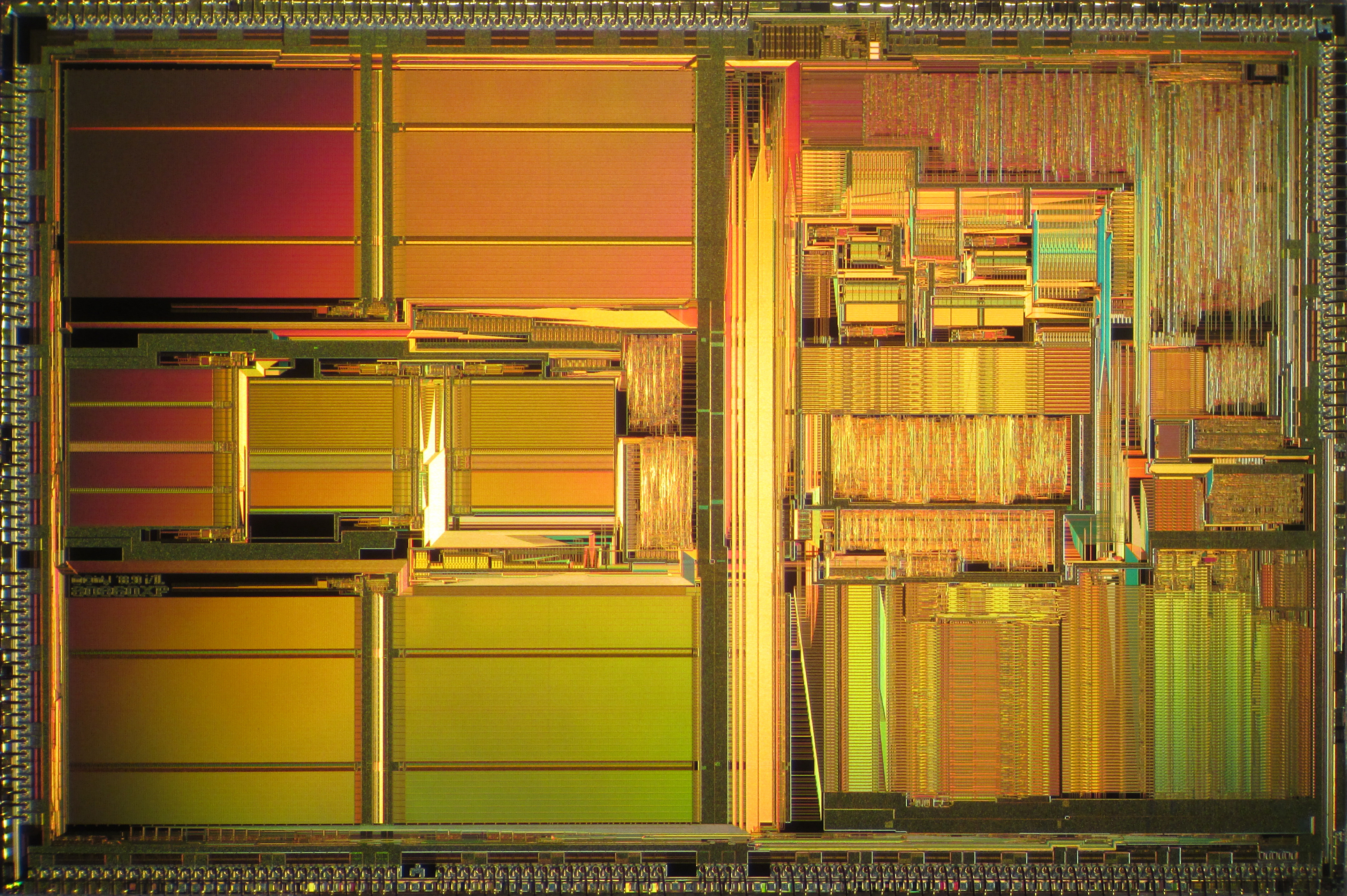
Die eines Intel 80860XP

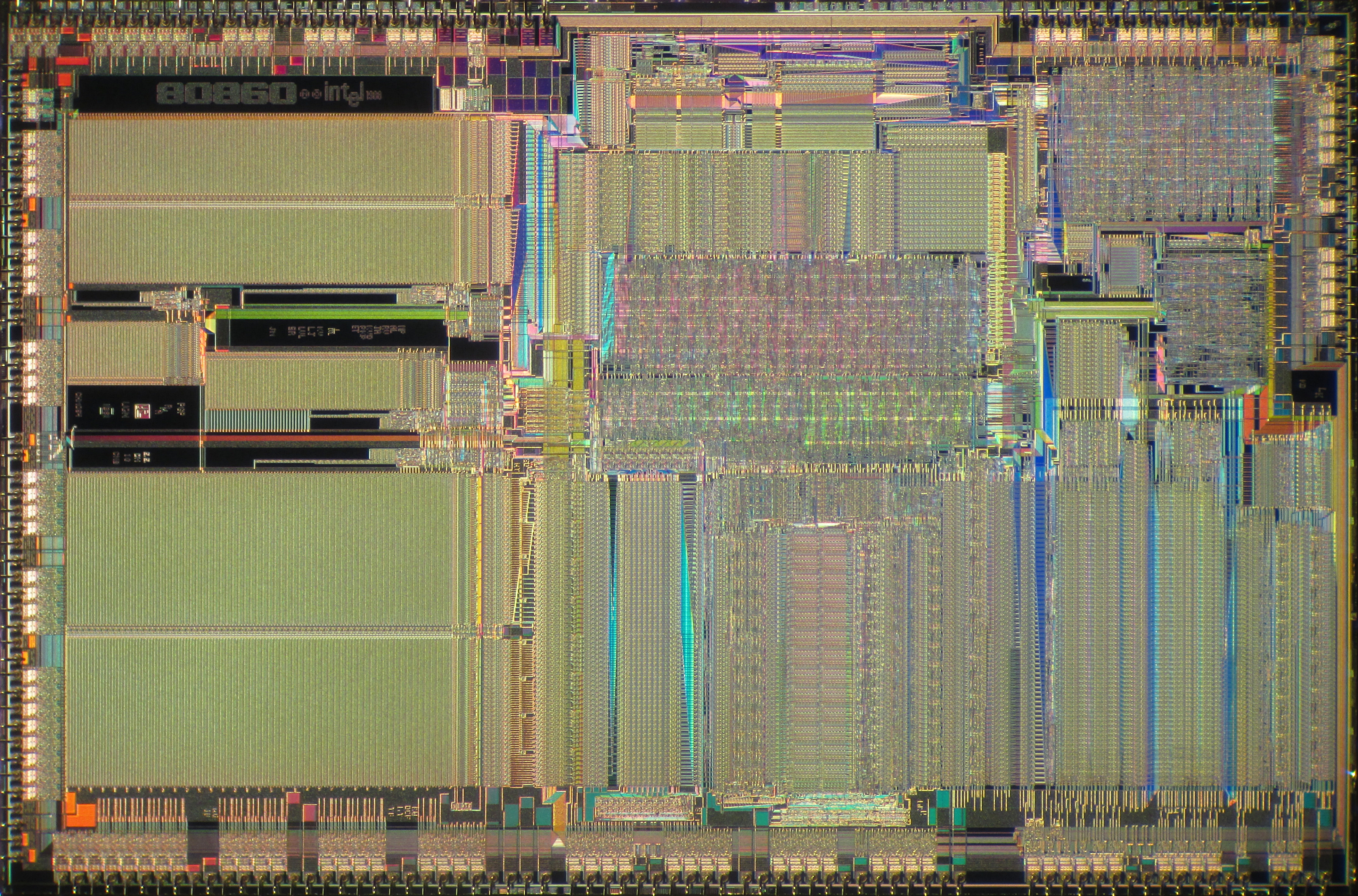
Die eines Intel 80860XR

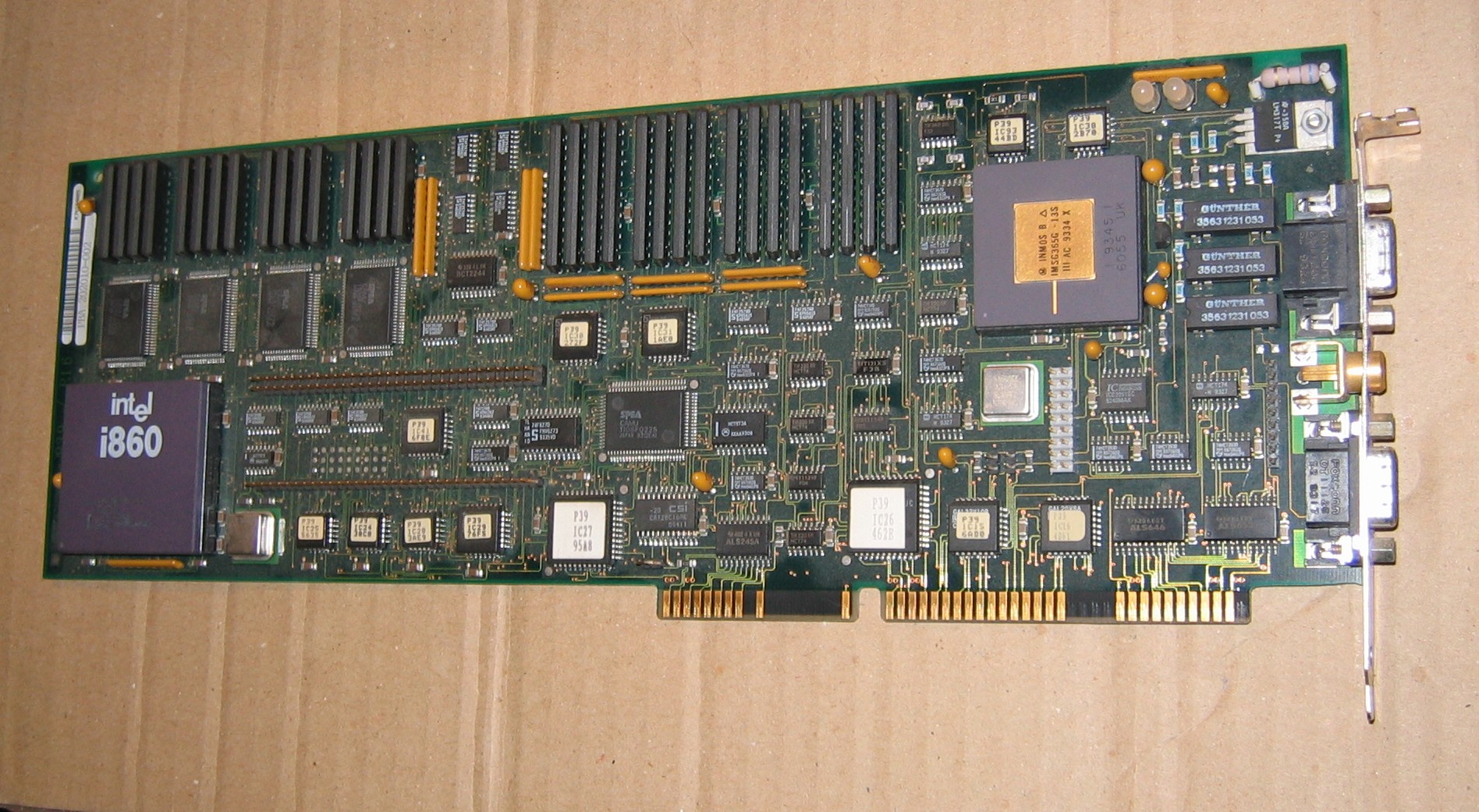
ISA-Grafikkarte mit i860-Prozessor

Der Intel i860 oder 80860 ist ein 64-Bit-Prozessor von Intel. Die Markteinführung des i860 war im Jahr 1989. Bis März 1989 trug der i860 den Codenamen N 10. Olivetti führte den i860 zum Jahresende 1989 als Co-Prozessor des Intel i486 ein. In den frühen 1990er Jahren kamen verschiedene durch i860 unterstützte Transputer-Systeme auf dem Markt.
Er sollte ursprünglich, ähnlich dem späteren Itanium, eine neue Rechnerklasse bilden. Die Architektur der CPU war grundverschieden zur x86-Prozessor-Architektur von Intel, auf Kompatibilität wurde nicht geachtet.
Die CPU wurde mit 33 und 40 MHz Taktfrequenz betrieben und erreichte so eine Geschwindigkeit von etwa 80 MFLOPS. Pro Takt waren bis zu drei Befehle gleichzeitig ausführbar:
- ein Integer-Befehl
- zwei Floating-Point-Befehle

Der im RISC-Design ausgeführte Prozessor fand dann allerdings kaum als Workstation-Prozessor Verwendung, nur wenige Hersteller verbauten ihn. Die Firma NeXT brachte für ihre Workstation NeXTcube eine Platinenerweiterung basierend auf dem Chip namens NeXTdimension heraus. Der i860 wurde eine Zeit lang in einigen High-End-Grafikkarten verwendet.
Die Entwicklung für das Microsoft-Betriebssystem NT (später Windows NT) wurde auf dem i860-Prozessor begonnen, für diesen jedoch nie in einer finalen Version ausgeliefert.

## Varianten und Modelldaten

### i860 XR
Technische Daten
- Codename: N10

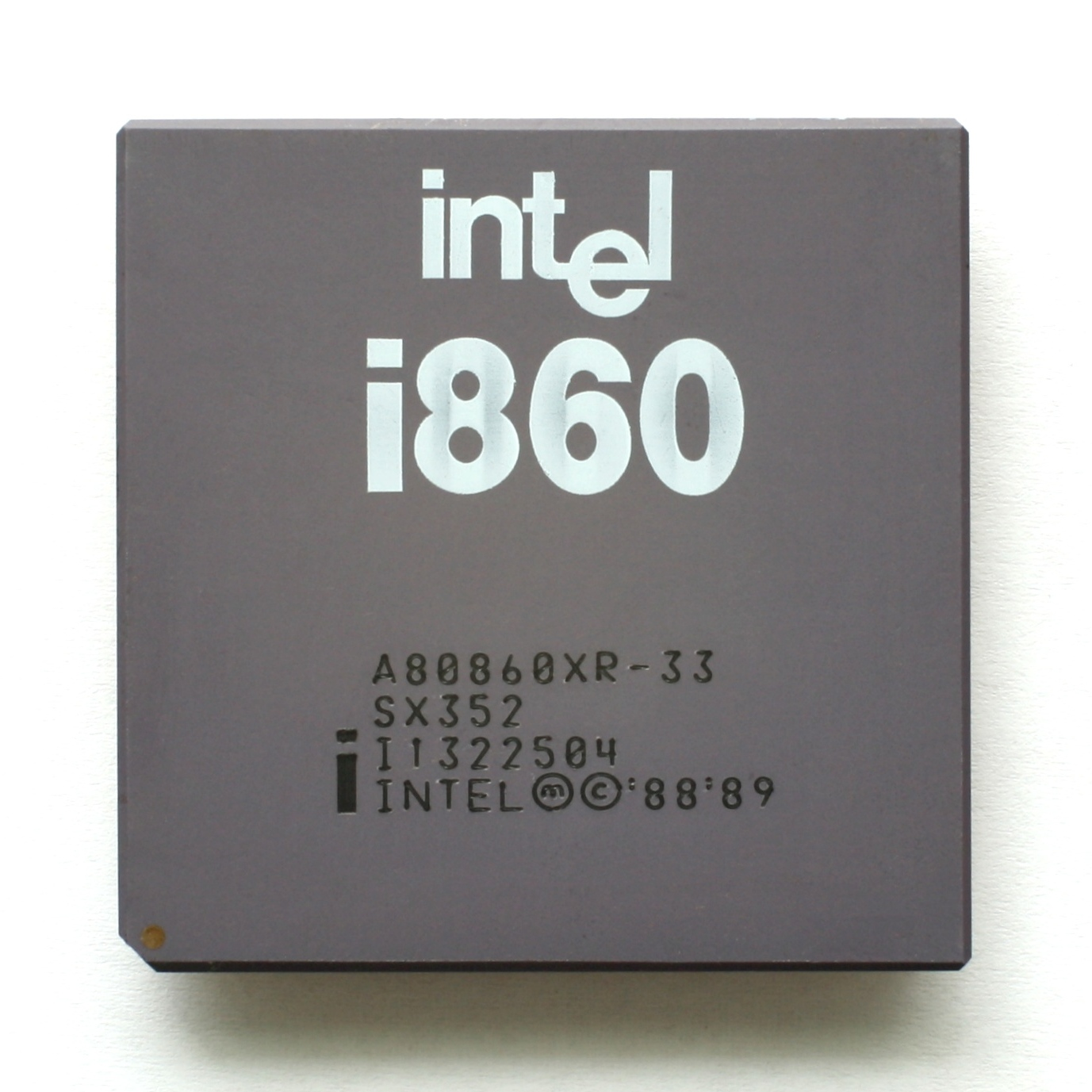
Intel i860XR-33 SX352

- L1-Cache: 4 KiB Instruktionen, 8 KiB Daten
- Bauform: 168-Pin CPGA
- Betriebsspannung (VCore): 5 V
- Erscheinungsdatum: ?
- Fertigungstechnik: 1000 nm CHMOS
- Taktraten: 25, 33 und 40 MHz[6]

### i860 XP

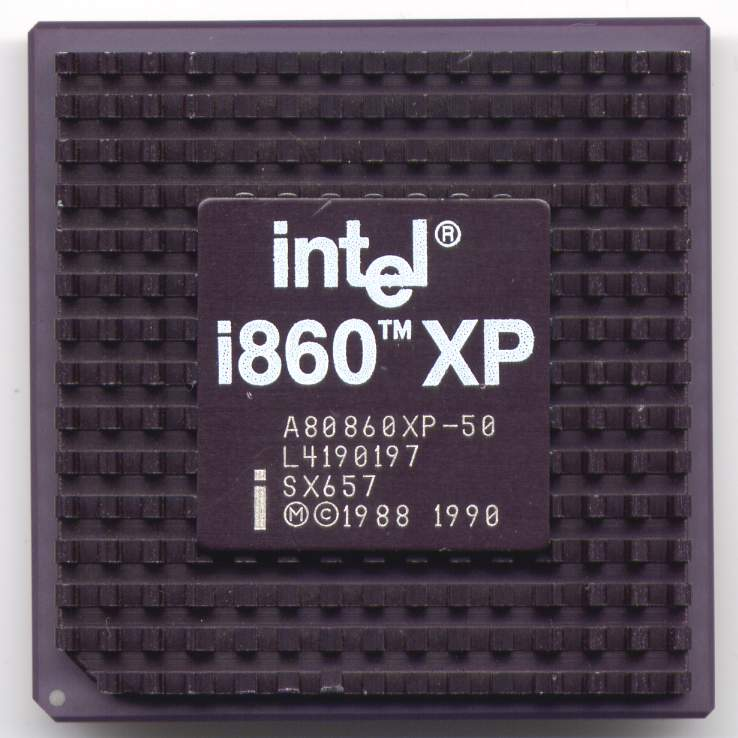
Intel i860XP-50 SX657

Verbesserte Version des i860 XR mit vergrößertem L1-Cache.
Technische Daten
- Codename: N11
- Multiprozessor-fähig
- L1-Cache: 16 KiB Instruktionen, 16 KiB Daten
- Bauform: 262-Pin CPGA
- Betriebsspannung (VCore): 5 V
- Erscheinungsdatum: ?
- Fertigungstechnik: 800 nm
- Die-Größe: ?mm² bei 2,5 Millionen Transistoren
- Taktraten: 40 und 50 MHz[6]